# Aripert II
Aripert (†712) was Koning van de Longobarden van 701/702 tot 712.
Koning Liutpert was nog een jongeling toen hij aan de macht kwam. Het regentschap was destijds in handen van Ansprand. In 701 usurpeerde Raginpert, de vader van Aripert, die sneuvelde tijdens zijn campagne. Nog geen jaar later deed Aripert met succes hetzelfde. Hij wurgde Liutpert in zijn bad. Ansprand vluchtte naar het hof van Theodo II van Beieren.
Aripert probeerde goed te staan met de Byzantijnen en de paus. Hij had bijvoorbeeld een zeer goede band met Paus Johannes VI. Opstandige hertogen deed hij terug in de pas lopen.
Intussen had Ansprand met steun van Theodo II van Beieren een leger samengesteld en viel in 711 het Longobardische Rijk binnen. Aripert probeerde het land uit te vluchten, maar verdronk in de rivier Ticino.